# Short Circuit (videogioco)
Short Circuit è un videogioco tratto dal film Corto circuito, pubblicato nel 1987 per Amstrad CPC, Commodore 64 e ZX Spectrum dalla Ocean Software. Il giocatore controlla il robot Numero 5 in una fase di avventura dinamica e una di azione pura.

## Trama
Il robot cingolato Numero 5, come nel film, ha acquisito accidentalmente una coscienza umana e cerca di fuggire dall'azienda militare Nova Robotics che lo ha costruito. Nel gioco deve riuscire a trovare alcuni potenziamenti hardware e software e quindi a evadere dalla sede della Nova, prima di essere scoperto e disattivato. Poi fugge attraverso la campagna, combattendo con il laser contro altri robot della Nova, ma evitando di fare del male agli esseri viventi. Infine raggiunge un furgone dove assembla una copia di sé stesso, che inganna gli inseguitori e viene distrutta al posto di Numero 5.

## Modalità di gioco
Il programma è diviso in due parti, con meccaniche differenti, e viene data anche la possibilità di affrontare direttamente la seconda.
Nella prima parte Numero 5 si aggira nell'edificio della Nova Robotics e deve risolvere vari problemi trovando e utilizzando oggetti. La visuale è in prospettiva e Numero 5 può muoversi in tutte le direzioni sul pavimento. Su Commodore 64 l'edificio è un ambiente continuo con scorrimento orizzontale, mentre nelle altre versioni è formato da un labirinto di stanze a schermata fissa, collegate da porte nelle quattro direzioni. Per ottenere eventuali oggetti si deve ricercare negli elementi dell'arredamento, interagendo tramite una finestra messaggi. Ci sono varie funzioni di Numero 5 attivabili una alla volta, come ricerca, utilizzo, salto e laser, queste ultime disponibili solo dopo aver ottenuto i necessari componenti. Su Commodore si cambia funzione con il tasto barra, mentre nelle altre versioni Numero 5 si deve collegare a dei terminali di computer. Certe azioni errate possono causare la cattura di Numero 5 e la sconfitta immediata.
Nella seconda parte Numero 5 deve compiere un percorso lineare a scorrimento orizzontale, da sinistra a destra, attraverso la campagna. Può muoversi solo in orizzontale, saltare, abbassarsi, e sparare con il laser nella direzione di movimento. Ci sono ostacoli naturali e animali selvatici da evitare e robot avversari da eliminare (su Amstrad e Spectrum anche guardie umane, che vengono stordite). Si ha una sola vita e una barra dell'energia. Nel caso degli animali, urtandoli non si subiscono danni, ma viene ucciso l'animale e questo ha un effetto negativo sulla coscienza del pacifico Numero 5, fino all'eventuale sconfitta per autodisattivazione.